# Даниел Петров (боксьор)
Вижте пояснителната страница за други личности с името Даниел Петров.
Даниел Петров Божинов е български боксьор.

## Биография
Роден е на 8 септември 1971 г. в град Варна. Започва да тренира бокс в родния си град. Състезател на „Черно море“ (Варна). Продължава своята кариера в „Славия“ (София). Няколко пъти е републикански шампион на страната.
Печели сребърен медал на XXV летни олимпийски игри в Барселона през 1992 г. и златен медал на XXVI летни олимпийски игри в Атланта през 1996 г. в категория 48 кг. Сред другите му постижения са:
- Световен шампион на първенството в Берлин (1995)
- Европейски шампион на първенството в Бурса и Вайле (1993, 1996)
- Сребърен медал от световно първенство (1993)
- Бронзов медал от световно първенство (1991, 1997)
- Бронзов медал от европейско първенство (1991, 1997)

Спортист №3 на България за 1996 г. Класиран в Топ 10 при определяне на най-добър спортист на България за 1992 г. и 1995 г.
След прекратяването на спортната си кариера работи в системата на МВР. Треньор по бокс в спортен клуб „Левски“.